# Marnois
Pour les articles homonymes, voir Marnois (homonymie).
Le bateau marnois est un type de bateau de charge traditionnel du bassin de la haute Seine, c’est-à-dire en amont de Paris.

## Historique et étymologie
Il doit son nom au fait d'avoir été fabriqué au début, vraisemblablement au Moyen Âge, dans les chantiers navals de Saint-Dizier, sur la Marne. Par la suite, l'on fabriquera des marnois sur tout le bassin de la haute Seine, et notamment au chantier de Vincent Coulon, à Auxerre sur l'Yonne au début du XIXe siècle, qui en a laissé plusieurs plans.
Les plus grands marnois pouvaient atteindre 40 m sur 7, soit des bateaux de taille respectable, plus grands que les péniches automotrices de canal actuelles. On peut estimer qu'ils portaient jusqu'à 100 tonnes, le mouillage des rivières d'alors n'autorisant pas un enfoncement important (maximum un mètre). Ils ont disparu alors qu'apparaissaient des bateaux plus spécialement adaptés à la navigation en canaux ou rivières canalisées, soit au cours de la première moitié du XIXe siècle. S'il est aisé de trouver des représentations dessinées, gravées ou peintes de bateaux marnois de grande taille, il est beaucoup plus rare d'en trouver des photographies, celle-ci apparaissant au moment où ils sont en train de disparaître.

## Héritage
La forme marnoise cependant n'a pas disparu : elle se perpétue dans des bateaux de dimensions plus modestes comme des barques. Elle se caractérise par une géométrisation assez poussée, et notamment des angles vifs au niveau des épaulures. Bateau fluvial destiné à naviguer en rivière peu ou pas aménagée, le marnois possède des levées à l'avant et l'arrière, et non une étrave et un tableau arrière.
Il est mû à la perche, à l'aviron, au halage. Les méandres des rivières qu'il fréquente ne permettent pas l'emploi de la voile.
Une réplique de bateau marnois devait être achevée en 2015, partie d'un projet de l'association des bâteliers de la Marne. Il servirait de musée flottant sur la Marne, après 4 ans de travaux à la scierie d'Igny-Comblizy,. Cependant, le bateau est toujours en cale sèche à Épernay en avril 2015. Il a finalement été baptisé en novembre 2018